# Things to Come (альбом Реза Аббаси)
«Things to Come» (рус. Предстоящие события) — альбом американского гитариста Реза Аббаси, который был записан в конце 2008 — начале 2009 года и выпущен на лейбле Sunnyside.
| Оценки критиков | Оценки критиков |
| Источник        | Оценка          |
| --------------- | --------------- |
| Allmusic        | [ 3 ]           |
| All About Jazz  | [ 4 ]           |
| All About Jazz  | [ 5 ]           |

## История
В обзоре Allmusic Тома Джурека говорится: «Сложные лирические строки Аббаси, которые все были написаны на других инструментах, кроме гитары, заставляют его помощников солировать через них и прибывают в пункт назначения, который создает еще одну возможность. Айер, в частности, подталкивает мелодический каркас каждой мелодии с его ударным, замысловатым подходом к контрапункту, в то время как Махантхаппа проходит по внешней стороне этих граней, а Аббаси меняет свой стиль соло для каждой мелодии. Но больше всего в этом наборе поражает ритм-секция. Вариации на темы, на других ритмических структурах и на разрозненных временных фигурах — все это предлагается слушателю как единое целое. В конечном счете, „Things to Come“ является … еще одним доказательством в пудинге того, что интеграция южноазиатской музыки в джазовую идиому и его традиция завершена, создавая совершенно новые возможности для обоих. Это не альбом, который подводит итоги прошлого, но блестяще и проникновенно указывает на новое будущее».
В «Guitar Player» Барри Кливленд написал: «Эта последняя запись пакистано-американского гитариста представляет собой еще один шаг вперед в реализации его личного видения. Композиции Аббаси очень сложны и сложны, содержат множество полиритмических пересечений и динамических сдвигов. Тем не менее, он и его команда блестяще ориентируются в этих сложных водах, никогда не отказываясь от грува и не упуская из виду эмоциональный пейзаж, лежащий в их основе. Игра на гитаре Аббаси великолепна повсюду, независимо от того, идет ли он позади других солистов, переплетается с блестящими саксофонными экскурсиями Махантраппы или выходит вперед , Его тон теплый и соблазнительный, а его превосходная фразировка и орнамент возвышают то, что в противном случае было бы просто грозным бопом, в эмпиреи мастерства фьюжн».
В «Все о джазе» Марк Ф. Тернер отметил: «Было бы неправильно утверждать, что Аббаси прибыл с его уже впечатляющим объемом работы, но „Предстоящие дела“, как удачно названо, сигнализирует о новом глава в эволюции искусного музыканта и мыслителя, оставляющая большие надежды на то, что он сделает дальше».

## Трек-лист
Все композиции Реза Аббаси
1. «Состояние мечты» — 8:07
2. «Воздушное движение» — 8:09
3. «Жесткие цвета» — 7:07
4. «Всё впереди» — 2:03
5. «Почему я, почему они» — 7:32
6. «В здравом уме» — 11:03
7. «Реалии хроматизма» — 9:07
8. «Инсулин» — 5:38

## Принявшие участие
- Рез Аббаси — гитара
- Рудреш Махантхаппа — альт-саксофон
- Виджай Айер — фортепиано
- Йоханнес Вайденмюллер — бас
- Дэн Вайс — ударные
- Киран Ахлувалия — вокал (треки 2-4 и 6)
- Mike Block — виолончель (треки 2 и 7)